# Яноух, Франтишек
Франтишек Яноух (чеш. František Janouch; 22 сентября 1931, Лыса-над-Лабем, Чехословакия — 12 января 2024, Стокгольм, Швеция) — чешский и шведский физик-ядерщик, автор научно-популярных и публицистических работ, диссидент и правозащитник. Будучи ещё школьником, он в 1948 году вступил в Коммунистическую партию Чехословакии, откуда был исключён во время «нормализации» и лишён гражданства. Стал известен своей активной поддержкой демократического движения на родине как основатель и председатель «Фонда Хартии-77». Доктор естественных наук, профессор двух украинских университетов.

## Биография

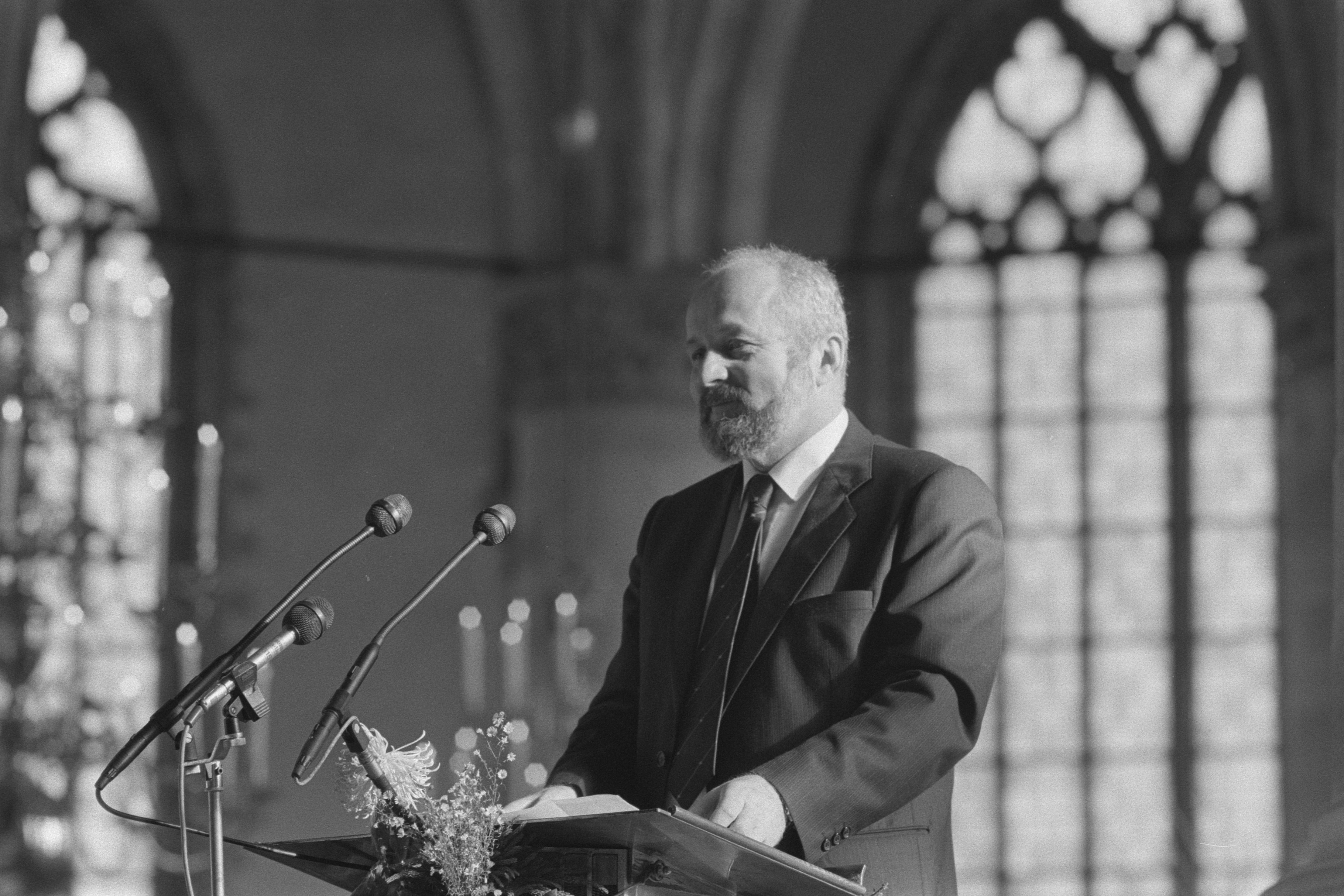
Франтишек Яноух (1986)

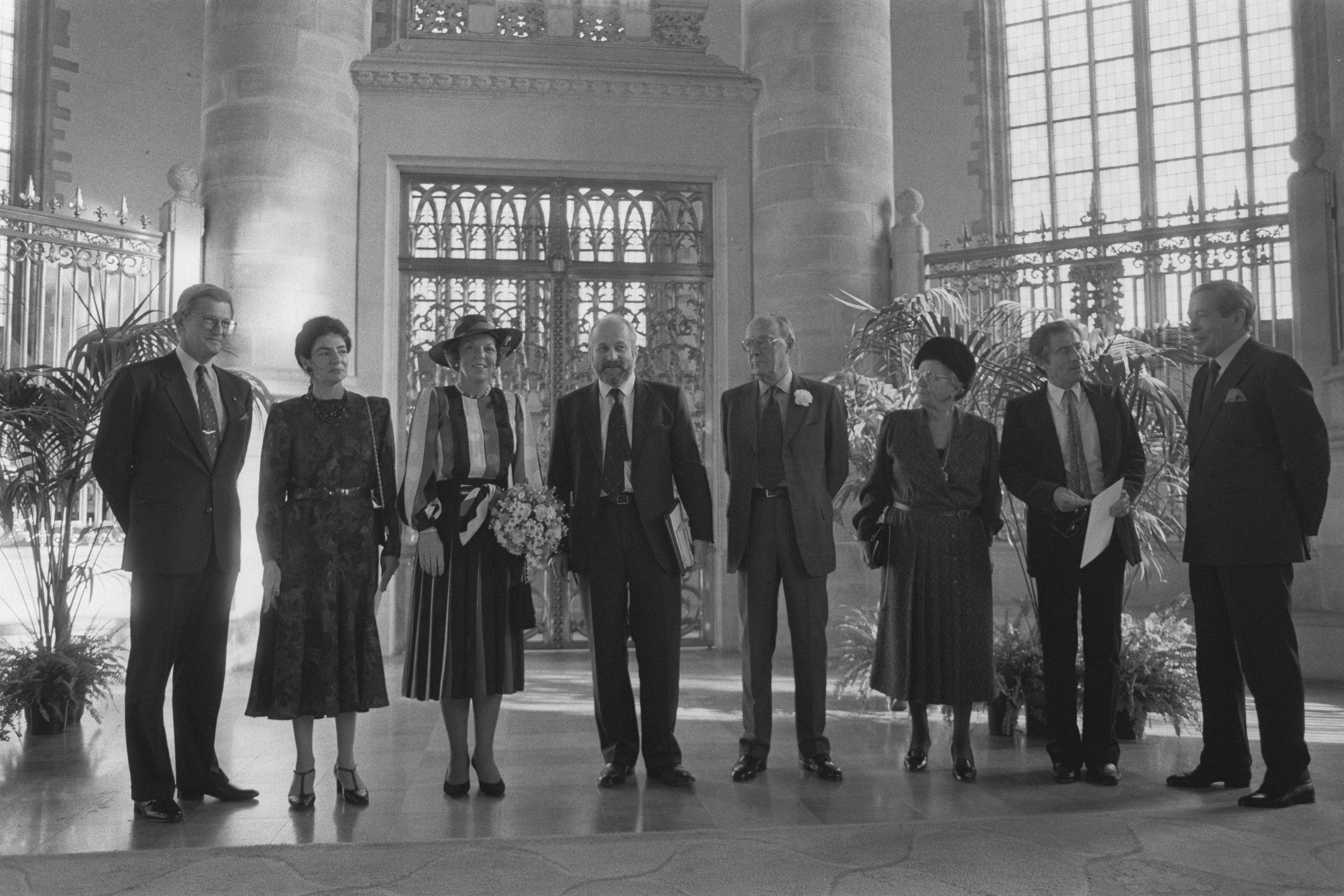
Вручение премии Эразма Вацлаву Гавелу. В центре королева Беатрикс, профессор Франтишек Яноух, принц Бернард, принцесса Юлиана (сам Гавел не присутствовал, поскольку не хотел покидать свою страну)

### Семья и учёба в СССР
Его родители были заняты в здравоохранении (мать — медсестрой, отец — врачом, который за участие в подпольной коммунистической антифашистской группе медиков в 1943 году был арестован гестапо и прошёл концлагеря Аушвиц и Маутхаузен. Их сын учился после войны в так называемой «советской гимназии» в Праге, так как семья настаивала на изучении русского языка. Окончил школу раньше срока и ещё во время учёбы в возрасте 17 лет вступил в Компартию Чехословакии.
Физикой заинтересовался уже в юности. Учиться в университете он отправился в СССР, где в 1954 году окончил с красным дипломом физический факультет Ленинградского университета. Затем последовали аспирантура и защита кандидатской диссертации в Московском государственном университете им. Ломоносова (в 1959 году). Во время пребывания в Советском Союзе его мнения о советской политике изменились, и он стал придерживаться радикально-реформистских взглядов.
В СССР Яноух был избран председателем организации чехословацких студентов в 1956 году. Кроме того, там он познакомился с Адой Кольман(овой), затем ставшей его женой и профессором радиационной биологии. Таким образом, стал зятем известного учёного и партийного деятеля, впоследствии диссидента, Эрнеста Кольмана (Яноух выступит соавтором книги диалогов с ним «Мы не должны были так жить»).

### Научная и политическая деятельность в Чехословакии
Вернувшись в Чехословакию, он возглавил кафедру теоретической ядерной физики в Национальном институте физики в Ржеже и стал доцентом факультета музыки и драматического искусства Карлова университета в Праге. Он был одним из основателей Европейского физического общества и заместителем исполнительного секретаря.
В 1963 году он редактировал сборник по теоретическим проблемам ядерной физики «Selected Topics in Nuclear Theory» под эгидой МАГАТЭ в Вене. Его научные интересы включали исследование мирного использования атомной энергии, однако его научная карьера была прервана политическими событиями.
В 1967 году был избран председателем общеинститутской коммунистической партийной организации в Институте ядерных исследований. Он поддерживал Пражскую весну и «социализм с человеческим лицом» Александра Дубчека, приятельствовал с Франтишеком Кригелем. После вторжения войск Организации Варшавского договора в августе 1968 года он писал письма как советским, так и западным научным коллегам с призывами протестовать против вмешательства Кремля.
За свою позицию столкнулся с давлением со стороны властей в период «нормализации», был исключён из КПЧ. В 1970 году он был уволен с работы по политическим причинам (после его поездки во время отпуска за свой счёт на конференцию в Новосибирск). Ему также запретили читать лекции в Карловом университете. Затем с работы выгнали и его жену. После многочисленных международных протестов ему разрешили выехать за границу в 1974 году. В 1975 году он был лишён чехословацкого гражданства, а с 1979 года стал подданным шведской короны; гражданство Чехословакии ему восстановили только в 1990 году.

### В эмиграции. «Фонд Хартии-77»

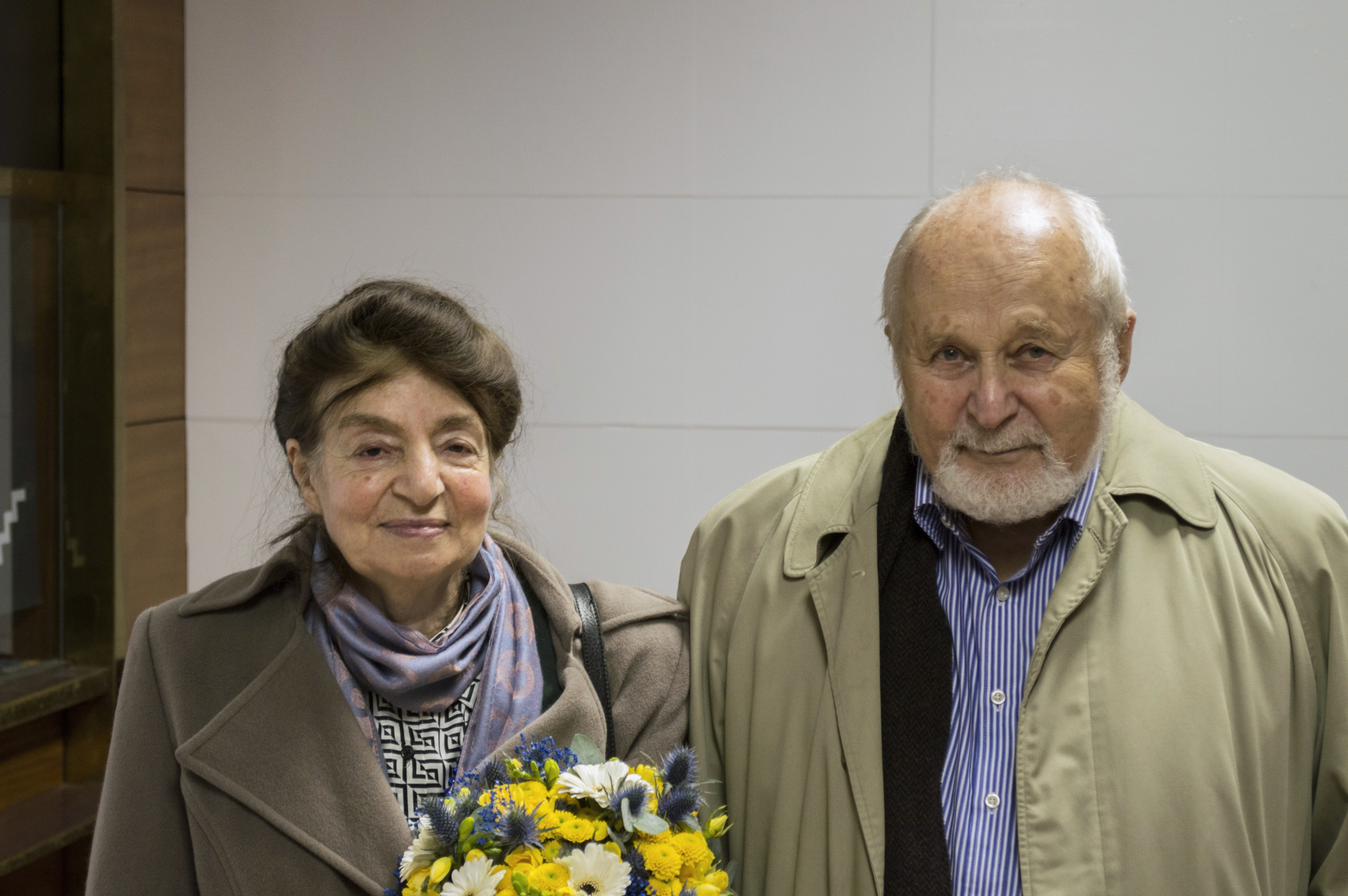
С супругой Адой Кольман в 2014 году

В вынужденной эмиграции сначала он устроился в Институт Нильса Бора в Копенгагене, затем принял должность приглашённого профессора, предложенную ему Шведской королевской академией наук. Впоследствии шведское правительство учредило для него специальную исследовательскую должность в Стокгольме. Он читал лекции в десятках университетов многих стран Европы, США и Азии. В 1985 году он стал профессором. Также состоял членом ряда научных советов по преподаванию в Университете им. Гёте во Франкфурте.
В изгнании Яноух продолжил активную правозащитную деятельность. Он публично выступал в западной прессе за присуждение Андрею Сахарову Нобелевской премии мира, состоял с ним в переписке и способствовал публикации его статей на Западе. Будучи одним из подписантов «Хартии-77», в 1978 году вместе с другими инициаторами основал «Фонд Хартии-77», которым руководил до склона лет. Фонд оказывал материальную и моральную поддержку чехословацким диссидентам и их семьям, а также занимался сбором и распространением информации о нарушениях прав человека в Чехословакии. Встречаются утверждения, что именно Яноух, хорошо знавший финансиста Джорджа Сороса побудил того начать оказывать поддержку чехословацким и другим центральноевропейским диссидентам.

### Последующая деятельность

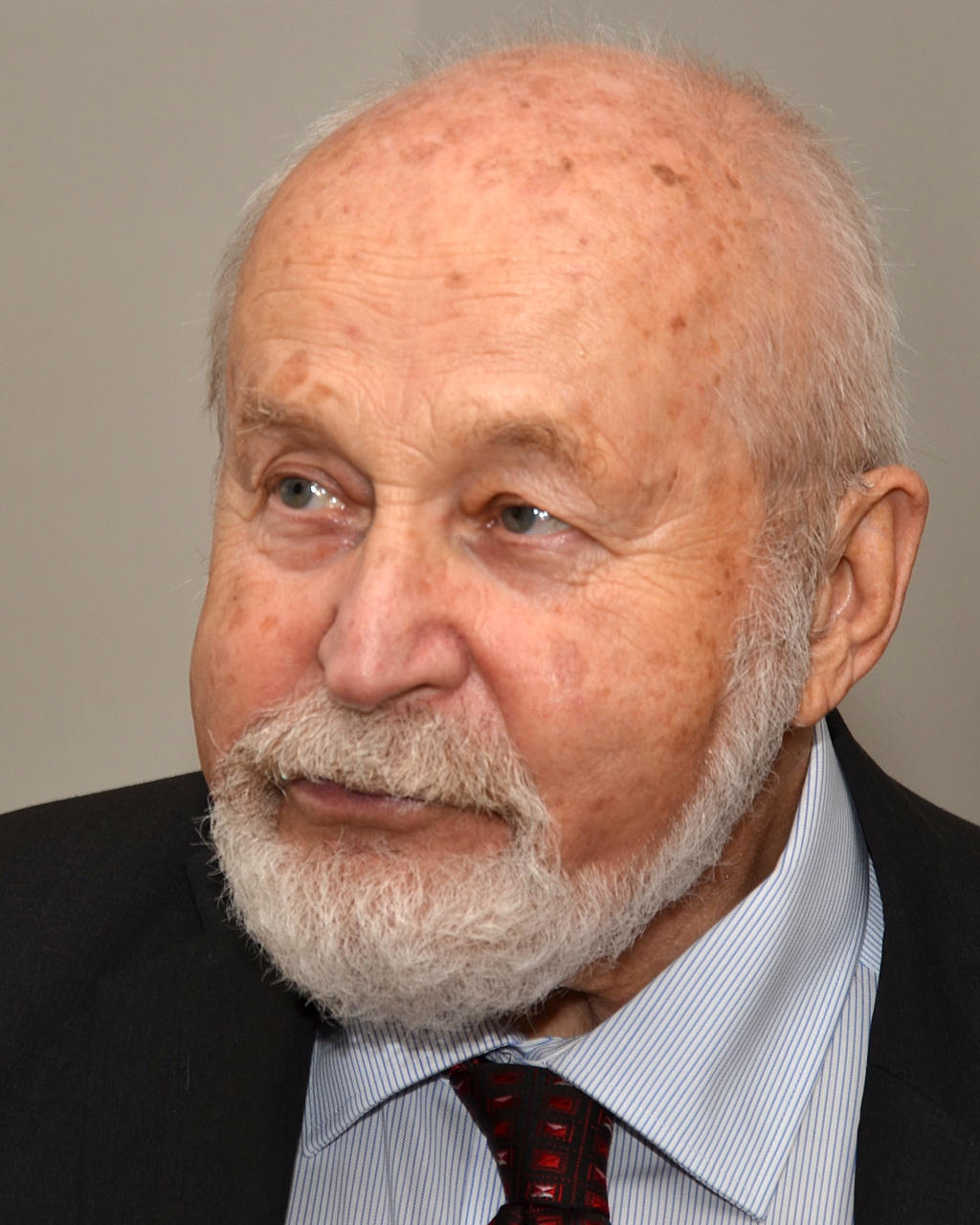
Франтишек Яноух в 2016 году

В 1992 году он был послом Чехословакии и главой чехословацкой делегации на Хельсинкской встрече СБСЕ. С 1996 по 2000 год он представлял ЕС в Киеве в качестве европейского заместителя директора проекта «Центр науки и технологий в Украине» (Science and Technology Center in Ukraine). Занимался в том числе борьбой с последствиями Чернобыльской ядерной катастрофы. После экономического кризиса 2008 года говорил:
капитализм изменился под влиянием существования Советского Союза, что он стал более человечным, более социальным, то сейчас, когда СССР нет, мы вдруг видим, я бы сказал, такой беспощадный капитализм. Капитализм, где человеческое достоинство и вопросы помощи людям более слабым, более неприспособленным к жизни, уходят на второй или третий план, ими не занимаются.
Он был председателем «Фонда Хартии 77», избранным членом Ассамблеи Академии наук Чешской Республики и членом учёных советов ряда институтов. Он выступал публично, комментировал и публиковал, среди прочего, научно-популярные статьи в журнале «Vesmír». Помимо научной и правозащитной деятельности, Яноух также известен как автор, соавтор или издатель нескольких десятков книг, опубликованных во многих странах, включая автобиографические работы и эссе, в которых отражены его взгляды на науку, политику и общество. Он написал около ста научных, несколько сотен научно-популярных и полемических статей. В годы перестройки в СССР печатались воспоминания Яноуха о подавлении Пражской весны и зарождении диссидентского движения «Нет, я не сожалею…» с предисловием Андрея Сахарова.

### Дети
Дочь Катерина (род. 1964) — шведская писательница, журналистка и сексолог, недавно также ставшая ультраправой публицисткой, живёт в Стокгольме. Сын Эрик Кольман-Яноух (род. 1971) — шведский архитектор.

### Переводы на русский
- Яноух Ф. Китай далекий и близкий : Чехословацкий диссидент в Китае / Пер. с чеш. Кольман А. — New York: Chalidze, 1982—156 с.
- Кольман Э., Яноух Ф. Мы не должны были так жить. — Нью-Йорк: Chalidze, 1982.
- Яноух Ф. Нет, я не сожалею…: Малая мозаика периода «нормализации» / Пер. с чеш. А. Кольман // Иностранная литература. 1990. (фрагмент)

### Профессиональные публикации
- Selected Topics in Nuclear Theory — под редакцией Ф. Яноуха, МАГАТЭ, Вена, 1963. — ISBN B0000BON5T
- Список профессиональных публикаций Ф. Яноуха на профессиональном портале по ядерной физике (6 шт.)